# Amistades de mi mujer
Amistades de mi mujer (en italiano: Adulterio all'italiana) es una película de comedia italiana de 1966 escrita y dirigida por Pasquale Festa Campanile.

## Elenco
- Nino Manfredi como Franco Finali
- Catherine Spaak como Marta Finali
- Maria Grazia Buccella como Gloria
- Lino Banfi como Marco
- Vittorio Caprioli como Silvio Sasselli
- Akim Tamiroff como Max Portesi
- Mario Pisu como Vicino
- Gino Pernice como Roberto